# 2:40-Stunden-Rennen von Indianapolis 2023

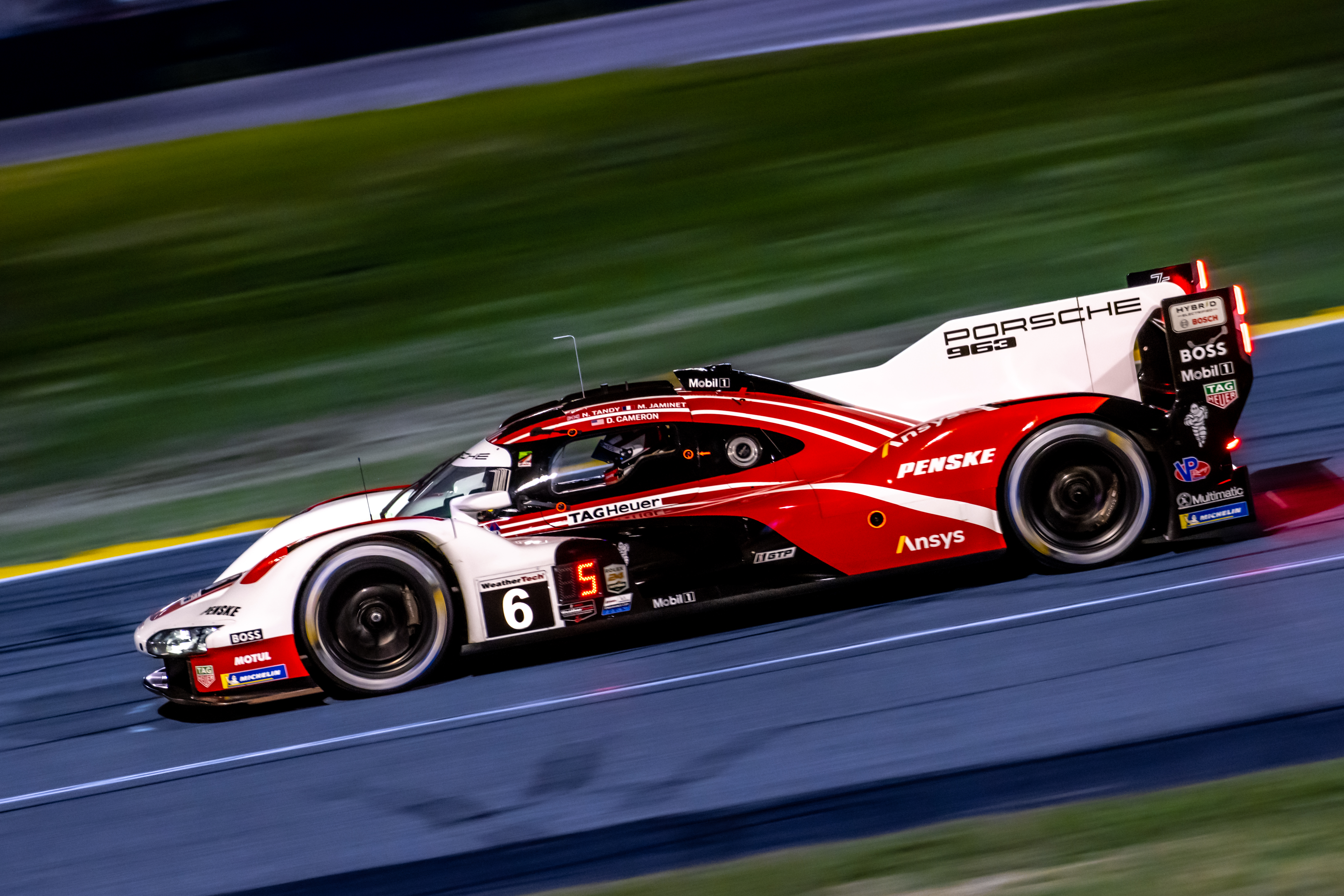
Porsche 963 mit der Startnummer 6; Siegerwagen von Mathieu Jaminet und Nick Tandy, hier beim 24-Stunden-Rennen von Daytona 2023

Das 2:40-Stunden-Rennen von Indianapolis 2023, auch 2023 IMSA Battle on the Bricks, fand am 17. September auf dem Indianapolis Motor Speedway statt und war der zehnte Wertungslauf der IMSA WeatherTech SportsCar Championship dieses Jahres.

## Das Rennen
Auf dem Grand-Prix-Kurs des Indianapolis Motor Speedway fuhren die beiden Penske-Porsche 963 zu einem Doppelsieg. Von Beginn an dominierten die späteren Gesamtsieger Mathieu Jaminet und Nick Tandy das Rennen und siegten mit dem Vorsprung von 17,421 Sekunden auf die Teamkollegen Matt Campbell und Felipe Nasr. Weitere 15 Sekunden dahinter kamen Connor De Phillippi und Nick Yelloly im BMW M Hybrid V8 als Gesamtdritte ins Ziel.

## Ergebnisse

### Schlussklassement
| 1           | GTP     | 6  | Porsche Penske Motorsport                   | Mathieu Jaminet Nick Tandy              | Porsche 963                   | 113 |
| 2           | GTP     | 7  | Porsche Penske Motorsport                   | Matt Campbell Felipe Nasr               | Porsche 963                   | 113 |
| 3           | GTP     | 25 | BMW M Team RLL                              | Connor De Phillippi Nick Yelloly        | BMW M Hybrid V8               | 113 |
| 4           | GTP     | 31 | Whelen Engineering Racing                   | Luís Felipe Derani Alexander Sims       | Cadillac V-Series.R           | 113 |
| 5           | GTP     | 10 | Wayne Taylor Racing with Andretti Autosport | Filipe Albuquerque Ricky Taylor         | Acura ARX-06                  | 113 |
| 6           | GTP     | 60 | Meyer Shank Racing with Curb-Agajanian      | Tom Blomqvist Colin Braun               | Acura ARX-06                  | 113 |
| 7           | GTP     | 01 | Cadillac Racing                             | Sébastien Bourdais Renger van der Zande | Cadillac V-Series.R           | 113 |
| 8           | GTP     | 5  | JDC Miller MotorSports                      | Tijmen van der Helm Mike Rockenfeller   | Porsche 963                   | 113 |
| 9           | GTP     | 59 | Proton Competition                          | Gianmaria Bruni Harry Tincknell         | Porsche 963                   | 113 |
| 10          | LMP2    | 11 | TDS Racing                                  | Mikkel Jensen Steven Thomas             | Oreca 07                      | 110 |
| 11          | LMP2    | 8  | Tower Motorsports                           | Louis Delétraz Dan Goldburg             | Oreca 07                      | 110 |
| 12          | LMP2    | 04 | CrowdStrike Racing by APR                   | Ben Hanley George Kurtz                 | Oreca 07                      | 110 |
| 13          | LMP2    | 52 | PR1 Mathiasen Motorsports                   | Paul-Loup Chatin Ben Keating            | Oreca 07                      | 109 |
| 14          | LMP2    | 35 | TDS Racing                                  | Rodrigo Sales Giedo van der Garde       | Oreca 07                      | 108 |
| 15          | LMP3    | 17 | AWA                                         | Wayne Boyd Anthony Mantella             | Duqueine M30 - D08            | 107 |
| 16          | LMP3    | 74 | Riley Motorsports                           | Josh Burdon Gar Robinson                | Ligier JS P320                | 107 |
| 17          | LMP3    | 30 | Jr III Racing                               | Nolan Siegel Garett Grist               | Ligier JS P320                | 107 |
| 18          | LMP3    | 29 | Jr III Racing                               | Bijoy Garg Guilherme Oliveira           | Ligier JS P320                | 107 |
| 19          | LMP3    | 13 | AWA                                         | Matthew Bell Orey Fidani                | Duqueine M30 - D08            | 107 |
| 20          | LMP2    | 18 | Era Motorsport                              | Ryan Dalziel Dwight Merriman            | Oreca 07                      | 106 |
| 21          | LMP3    | 33 | Sean Creech Motorsports                     | João Barbosa Lance Willsey              | Ligier JS P320                | 106 |
| 22          | LMP3    | 4  | Ave Motorsports                             | Kevin Conway John Geesbreght            | Ligier JS P320                | 105 |
| 23          | GTD-Pro | 79 | WeatherTech Racing                          | Jules Gounon Daniel Juncadella          | Mercedes-AMG GT3 Evo          | 104 |
| 24          | GTD-Pro | 23 | Heart of Racing Team                        | Ross Gunn Alex Riberas                  | Aston Martin Vantage AMR GT3  | 104 |
| 25          | GTD-Pro | 14 | Vasser Sullivan Racing                      | Ben Barnicoat Jack Hawksworth           | Lexus RC F GT3                | 104 |
| 26          | GTD     | 57 | HTP Winward Racing                          | Philip Ellis Russell Ward               | Mercedes-AMG GT3 Evo          | 104 |
| 27          | GTD     | 78 | Forte Racing Powered by US RaceTronics      | Misha Goikhberg Loris Spinelli          | Lamborghini Huracán GT3 Evo 2 | 104 |
| 28          | GTD     | 1  | Paul Miller Racing                          | Bryan Sellers Madison Snow              | BMW M4 GT3                    | 104 |
| 29          | GTD     | 27 | Heart of Racing Team                        | Roman De Angelis Marco Sørensen         | Aston Martin Vantage AMR GT3  | 104 |
| 30          | GTD     | 96 | Turner Motorsport                           | Robby Foley Patrick Gallagher           | BMW M4 GT3                    | 104 |
| 31          | GTD     | 77 | Wright Motorsports                          | Alan Brynjolfsson Trent Hindman         | Porsche 911 GT3 R (992)       | 104 |
| 32          | GTD-Pro | 9  | Pfaff Motorsports                           | Klaus Bachler Patrick Pilet             | Porsche 911 GT3 R (992)       | 104 |
| 33          | GTD-Pro | 3  | Corvette Racing                             | Antonio García Jordan Taylor            | Chevrolet Corvette C8.R GTD   | 104 |
| 34          | GTD-Pro | 95 | Turner Motorsport                           | Bill Auberlen Chandler Hull             | BMW M4 GT3                    | 104 |
| 35          | GTD     | 92 | Kelly-Moss with Riley                       | David Brule Alec Udell                  | Porsche 911 GT3 R (992)       | 104 |
| 36          | GTD     | 32 | Team Korthoff Motorsports                   | Mikaël Grenier Mike Skeen               | Mercedes-AMG GT3 Evo          | 104 |
| 37          | GTD     | 80 | AO Racing Team                              | P. J. Hyett Sebastian Priaulx           | Porsche 911 GT3 R (992)       | 104 |
| 38          | LMP3    | 54 | MLT Motorsports                             | Jason Rabe Dakota Dickerson             | Ligier JS P320                | 103 |
| 39          | GTD     | 91 | Kelly-Moss with Riley                       | Alan Metni Kay van Berlo                | Porsche 911 GT3 R (992)       | 103 |
| 40          | GTP     | 24 | BMW M Team RLL                              | Philipp Eng Augusto Farfus              | BMW M Hybrid V8               | 103 |
| 41          | GTD     | 94 | Andretti Autosport                          | Jarett Andretti Gabby Chaves            | Aston Martin Vantage AMR GT3  | 103 |
| 42          | GTD     | 66 | Gradient Racing                             | Katherine Legge Sheena Monk             | Acura NSX GT3 Evo22           | 103 |
| 43          | GTD     | 12 | Vasser Sullivan Racing                      | Frankie Montecalvo Aaron Telitz         | Lexus RC F GT3                | 103 |
| 44          | GTD     | 15 | Lone Star Racing                            | Scott Andrews Anton Dias Perera         | Mercedes-AMG GT3 Evo          | 103 |
| 45          | LMP3    | 38 | Performance Tech Motorsports                | Connor Bloum Alexander Koreiba          | Ligier JS P320                | 102 |
| 46          | GTD     | 70 | Inception Racing                            | Brendan Iribe Frederik Schandorff       | McLaren 720S GT3 Evo          | 96  |
| 47          | LMP2    | 20 | High Class Racing                           | Dennis Andersen Ed Jones                | Oreca 07                      | 78  |
| Ausgefallen |         |    |                                             |                                         |                               |     |
| 48          | GTD     | 93 | Racers Edge Motorsports with WTR            | Ashton Harrison Kyle Marcelli           | Acura NSX GT3 Evo22           | 24  |

### Nur in der Meldeliste
Zu diesem Rennen sind keine weiteren Meldungen bekannt.

### Klassensieger
| Klasse  | Fahrer          | Fahrer            | Fahrer               | Fahrzeug   | Platzierung im Gesamtklassement |
| ------- | --------------- | ----------------- | -------------------- | ---------- | ------------------------------- |
| GTP     | Mathieu Jaminet | Nick Tandy        | Porsche 963          | Gesamtsieg |                                 |
| LMP2    | Mikkel Jensen   | Steven Thomas     | Oreca 07             | Rang 10    |                                 |
| LMP3    | Wayne Boyd      | Anthony Mantella  | Duqueine M30 - D08   | Rang 15    |                                 |
| GTD-Pro | Jules Gounon    | Daniel Juncadella | Mercedes-AMG GT3 Evo | Rang 23    |                                 |
| GTD     | Philip Ellis    | Russell Ward      | Mercedes-AMG GT3 Evo | Rang 26    |                                 |

### Renndaten
- Gemeldet: 48
- Gestartet: 48
- Gewertet: 47
- Rennklassen: 5
- Zuschauer: unbekannt
- Wetter am Renntag: trocken und warm
- Streckenlänge: 4,192 km
- Fahrzeit des Siegerteams: 2:41:28,719 Stunden
- Gesamtrunden des Siegerteams: 113
- Gesamtdistanz des Siegerteams: 473,696 km
- Siegerschnitt: unbekannt
- Pole Position: Matt Campbell – Porsche 963 (#7) – 1:13,672 =191,800 km/h
- Schnellste Rennrunde: Matt Campbell – Porsche 963 (#7) – 1:15,524 = 187,100 km/h
- Rennserie: 10. Lauf zur IMSA WeatherTech SportsCar Championship 2023